# Lusca
Le lusca est le nom donné à un monstre marin appartenant au folklore des Caraïbes. Il a été suggéré par la cryptozoologie que le lusca n'était autre qu'une pieuvre géante, bien plus grand que les octopus connus. À plusieurs reprises cette créature a été vue venant des trous bleus, non loin d'Andros, une île des Bahamas. Le monstre de St. Augustin qui a été trouvé sur les côtes de Floride en 1896 est l'un des meilleurs candidats pour un possible spécimen de lusca. Néanmoins ceci reste très douteux, des preuves récentes suggérant que le monstre de St. Augustin est simplement une grande masse de tissus adipeux de cachalot en décomposition.
Le lusca est présenté comme grand de 75 pieds (25 mètres) de long, voir jusqu'à 200 pieds (60 mètres), bien que beaucoup de sceptiques rejettent ces affirmations par manque de preuve et de réalisme. Pour pouvoir attaquer la surface des mers, l'octopus devrait avoir un tentacule sur le fond marin pour se balancer lui-même, ce qui signifierait que, si cela était vrai, il prendrait position dans des eaux relativement peu profondes. D'autres descriptions précisent aussi qu'il pourrait changer de couleur, un caractère qu'il aurait en commun avec des octopus plus petits. Son habitat supposé comprend des territoires sous-marins, des cavernes sous-marines, le bord des côtes continentales, ou d'autres secteurs où se trouvent de grands crustacés, dont il est censé se nourrir.

## Le lusca et les autres monstres marins

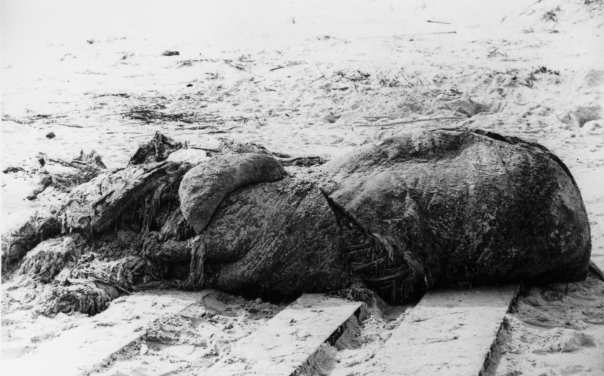
Carcasse du monstre de Saint-Augustin, spécimen présumé de lusca.

Bien qu'en général le lusca est identifié comme un octopus colossal, certains sont en désaccord avec ce point de vue. Il est parfois décrit comme un monstre à plusieurs têtes, ou une créature marine semblable à un dragon, voire une forme d'esprit maléfique. Mais si le lusca a été habituellement présenté comme un monstre semblable à un octopus, il peut avoir des connexions avec d'autres monstres marins proche des céphalopodes comme le kraken, même s'il est notable que le kraken a parfois été décrit comme étant proche du crabe ou du cachalot.